# Super Hits (album, Toto)
Super Hits je kompilacijski album ameriške rock skupine Toto, ki je izšel 5. junija 2001 pri založbi Sony Records. Album je bil kasneje večkrat izdan pod različnimi imeni: Rosanna (2004), Collections (2006) in Toto (2009).

## Seznam skladb
| Št.             | Naslov                      | Pisec                               | Z albuma        | Dolžina |
| --------------- | --------------------------- | ----------------------------------- | --------------- | ------- |
| 1.              | „Hold the Line‟             | David Paich                         | Toto            | 3:57    |
| 2.              | „Rosanna‟                   | Paich                               | Toto IV         | 5:30    |
| 3.              | „Africa‟                    | Paich, Jeff Porcaro                 | Toto IV         | 4:55    |
| 4.              | „Georgy Porgy‟              | Paich                               | Toto            | 4:09    |
| 5.              | „Live for Today‟            | Steve Lukather                      | Turn Back       | 4:01    |
| 6.              | „99‟                        | Paich                               | Hydra           | 5:12    |
| 7.              | „Without Your Love‟         | Paich                               | Fahrenheit      | 4:34    |
| 8.              | „St. George and the Dragon‟ | Paich                               | Hydra           | 4:43    |
| 9.              | „Isolation‟                 | Fergie Frederiksen, Lukather, Paich | Isolation       | 4:05    |
| 10.             | „I'll Be Over You‟          | Randy Goodrum, Lukather             | Fahrenheit      | 3:51    |
| Skupna dolžina: | Skupna dolžina:             | Skupna dolžina:                     | Skupna dolžina: | 75:30   |